# Hamish Bond
Hamish Bond, né le 13 février 1986 à Dunedin, est un ancien rameur et coureur cycliste néo-zélandais.

## Biographie
Il est en duo pour le deux de pointe avec Eric Murray tous deux néo-zélandais. Ils détiennent ensemble le record du monde du deux de pointe sans barreur sur 2000 m en 6 min 8 s (réalisé sur le bassin d'Eton durant les Jeux olympiques d'été à Londres). Il est double champion olympique en deux de pointe avec Eric Murray en 2012 et 2016, avec qui, il est resté invaincu pendant 69 épreuves. 
Après son deuxième titre olympique, il souhaite faire une pause dans l'aviron et commence une carrière de cycliste. Il débute sur la route où il remporte de nombreuses courses en contre-la-montre. En 2019, il s'essaie aux épreuves de piste et devient dès ses débuts champion de Nouvelle-Zélande de poursuite individuelle, en battant le record de Nouvelle-Zélande. Il n'est cependant pas sélectionné pour les championnats du monde sur piste, ce qui le contrarie. Il décide en mars 2019 de reprendre l'entrainement en aviron, dans le but de faire partie du huit néo-zélandais pour les Jeux de 2020.
Le 22 juin 2021, il est nommé porte-drapeau de la délégation néo-zélandaise aux Jeux olympiques d'été de 2020 par le Comité olympique de Nouvelle-Zélande, conjointement avec la joueuse de rugby Sarah Hirini.
Fin janvier 2022, Bond met un terme à sa carrière sportive à l'âge de 36 ans.

## Récompenses
Avec Eric Murray, il obtient la Médaille Thomas-Keller en 2018.

## Palmarès en aviron

### Jeux olympiques
- 2008 à Pékin, Chine
  - 7e en quatre de pointe
- 2012 à Londres, Royaume-Uni
  -  médaille d'or en deux de pointe
- 2016 à Rio de Janeiro, Brésil
  -  médaille d'or en deux de pointe
- 2020 à Tokyo, Japon
  -  médaille d'or en huit de pointe avec barreur

### Championnats du monde
- 2007,à Munich, Allemagne
  -  médaille d'or en quatre de pointe
- 2009,à Poznań, Pologne
  -  médaille d'or en deux de pointe
- 2010,à Karapiro, Nouvelle-Zélande
  -  médaille d'or en deux de pointe
- 2011 à Bled, Slovénie
  -  médaille d'or en deux de pointe
- 2013 à Chungju, Corée du Sud
  -  médaille d'or en deux de pointe
- 2014 à Amsterdam, Pays Bas
  -  médaille d'or en deux de pointe avec barreur
- 2014 à Amsterdam, Pays-Bas
  -  médaille d'or en deux de pointe

## Palmarès en cyclisme sur route

### Par année
- 2017
  -  Médaillé de bronze du championnat d'Océanie du contre-la-montre
  - 3e du championnat de Nouvelle-Zélande du contre-la-montre
- 2018
  -  Champion d'Océanie du contre-la-montre
  -  Champion de Nouvelle-Zélande du contre-la-montre
  - 6e étape du Tour de Southland (contre-la-montre)
  - Lake Taupo Cycle Challenge
  - 2e du Tour de Southland
  -  Médaillé de bronze du contre-la-montre aux Jeux du Commonwealth
  - 3e du Chrono champenois
- 2019
  - 2e du championnat de Nouvelle-Zélande du contre-la-montre
- 2020
  -  Champion de Nouvelle-Zélande du contre-la-montre

### Classements mondiaux
| Année                                 | 2017 | 2018  | 2019  | 2020 | 2021  |
| ------------------------------------- | ---- | ----- | ----- | ---- | ----- |
| Classement mondial                    | 948e | 548e  | 1520e | 668e | 1607e |
| UCI Europe Tour                       | nc   | 1111e |       |      |       |
| UCI Oceania Tour                      | 14e  | 8e    | 75e   | 37e  | 53e   |
|                                       |      |       |       |      |       |
| Légende : nc = non classéSource : UCI |      |       |       |      |       |

## Palmarès en cyclisme sur piste
- 2019
  -  Champion de Nouvelle-Zélande de poursuite individuelle